# روان‌گسیختگی کاتاتونی
جُمود خَلسه‌ای یا روان‌گسیختگی کاتاتونی (به انگلیسی: Catatonic Schizophrenia) (DSM-IV-TR 295.2, ICD-10 F20.2) نوعی از روان‌گسیختگی است که شخص مبتلا به آن دچار کرخت‌رفتاری می‌شود ، یعنی دچار اختلالات حرکتی شده و گاهی تا مدتی طولانی بدون حرکت یا صحبت کردن ثابت مانده و در برخی موارد دیگر افراد حرکات هیجانی یا بیش‌فعال از خود نشان می‌دهند.

## نشانه‌ها
این اختلال علایم عمومی روان‌گسیختگی (F20) را دارد. گرچه علایم کرخت‌رفتاری زودگذر ممکن است در انواع دیگر روان‌گسیختگی نیز وجود داشته باشد اما در روان‌گسیختگی کاتاتونی علایم بالینی غالب عبارتند از:
گیجی
به‌صورت کاهش واکنش به محیط در حرکات یا فعالیت‌های غیرارادی
هیجان
ظاهراً بدون محرک خارجی
ژست
پنداشت و نگهداری آگاهانهٔ ژست‌های نامناسب یا عجیب
منفی کاری
مقاومت به ظاهر بدون محرک نسبت به دستورات یا تلاش برای حرکت دادن
انعطاف‌پذیری مومی
نگهداری بدن یا اعضا در شرایط غیرتحمیلی

## منشأ
تاکنون دلیلی برای روان‌گسیختگی کاتاتونی یافت نشده است اما شواهد بسیاری بر کارکرد نادرست مغز و افزایش دوپامین در تمامی گونه‌های روان‌گسیختگی دلالت می‌کنند که دلیل آن هنوز مشخص نیست.